# 永修県
永修県（えいしゅう-けん）は中華人民共和国江西省九江市に位置する県。鄱陽湖のほとりにあり、修水がここで鄱陽湖に注いでいる。

## 行政区画
- 街道:豊安街道
- 鎮:塗埠鎮、呉城鎮、三渓橋鎮、虬津鎮、艾城鎮、灘渓鎮、白槎鎮、梅棠鎮、燕坊鎮、馬口鎮、柘林鎮
- 郷:三角郷、九合郷、立新郷、江上郷

## 交通

### 鉄道
- 中国鉄路総公司
  - 昌九都市間鉄道、京九線
    - 永修駅

### 道路
- 高速道路
  - 福銀高速道路
  - 永武高速道路
- 国道
  - G105国道
  - G316国道